# 本屋の森のあかり
『本屋の森のあかり』（ほんやのもりのあかり）は、磯谷友紀による日本の漫画。
講談社の『One more Kiss』で2006年から2007年まで連載されたのち、同誌の休刊後には『Kiss』での不定期連載を経て『Kiss PLUS』2013年1月号（2012年12月発売）まで連載された。単行本は全12巻。作者にとっては初の連載作品である。第1巻から第5巻前半まで東京本店編が展開され、第5巻後半から名古屋支店編が始まり、第8巻からはソウル支店編も同時に展開されている。
各話の副題は文学作品や童話および詩などから取られている。

## あらすじ
本が大好きな書店員高野あかりは、田舎の支店から東京の本店へ異動となる。そこで出会ったのは、人間よりも本を愛する副店長の寺山杜三。今までとは違う大規模な書店で、仕事に四苦八苦しながらも、やはりこの仕事が好きだと実感する。本を通して様々な嗜好と事情を持つ客や店員たちと関わりながらあかりは成長していく。
幅広いジャンルの本に精通し生きる書店のような杜三は周囲から頼られ尊敬されているが、一方で本の森に埋もれるように生き他者と深く関わることができないという孤独を抱えていた。あかりはそんな彼に惹かれていき告白するが、杜三は「あかりさんの時間がもったないですよ」と拒絶する。それでも、あかりは想い続けることをやめられなかった。
同僚の加納緑は、プライドが高く斜に構えたところがあるが、確かな知識と本への愛情を持っていた。出会って間もないころはあかりを小馬鹿にしていた緑だったが、共に働くうちに彼女に惹かれていった。本店での数年の勤務の後、あかりは欠員補充として、緑は副店長として、二人揃って名古屋店への異動を命じられた。あかりは一年ほどでまた本店へ帰ることになっているが、杜三は別れを惜しみ、彼女に惹かれていることを自覚しだした。

## 登場人物

### 主要人物
表記される年齢は登場当初のものであり、作中では数年の時間が経っていく。
高野 あかり（こうの あかり）
26歳。幼いころから本が大好き。妄想癖少々あり。愛知県岡崎市出身で、故郷の須王堂書店岡崎支店から東京本店へ第1話で異動。人文・社会担当になる。まったりとした故郷での勤務ペースとは異なる東京の忙しなさに戸惑っていたが、少しずつ成長していった。怒ると三河弁になる。当初は短気なところが目立ち、よく三河弁を使っていたが、徐々に穏やかになり方言を披露する場面も減る。
杜三のことを好きになり、告白するも振られてしまう。名古屋支店の人手不足を補うために、緑の異動から2ヵ月後に名古屋へ異動となる。
寺山 杜三（てらやま もりぞう）
35歳。本店の副店長。青森出身。書痴であり読書スピードも尋常ではなく、1ヶ月で300冊以上の本を読むが、それでもまだ足りないと感じている。メガネをかけている。身なりに頓着がなく、序盤は髪も不精に伸ばしていた。穏やかでいつも敬語で話すが、身内に対しては津軽弁が出る。特段に勉強をしたわけではないが、多読により学力は高く東大卒。人付き合いが不得意で本に没頭してばかりなため、実の兄弟とも馴染めない少年期を送り、気にかけてくれている家族たちと距離を置いている。あかりに告白された際は拒絶したが、次第にあかりに惹かれていく。本店の店長候補であったが、宮森に「人を見ていない」と言われ、初の海外進出となるソウル支店の店長に任命された。
名前の由来は、寺山修司とモリゾー。
加納 緑（かのう みどり）
26歳。目黒支店から本店へやって来る。あかりと同期。慶應出身。容姿はいいが言動には刺があるため恐れられており、東京での勤務に慣れない当初のあかりに厳しく当たった。だが、次第にあかりに惹かれていく。幼少期に両親が離婚し、それぞれ別の家庭を持ってしまったため父方の祖父母に引き取られ、祖父亡き後は祖母と二人暮ししている。父の残していった蔵書を読みながら育ち、孤児の少年を主人公とした『デイヴィッド・コパフィールド』を繰り返し読んでいる。読書時のみ眼鏡をかける。本は古い媒体で書店の先は長くない、と分析しながらも書籍に愛着を持つ。
頼りない店長を優秀な副店長で支えるという幹部の目論見により、名古屋支店へ副店長として栄転する。

### 東京本店
佐古 栞（さこ しおり）
本店の主任。32歳。専門はアート系。ベストセラーをいち早く見出す。アネゴ肌の頼りになる存在。美大卒で、元々は装丁家を目指していた。店長のことが好きだが、彼が既婚者であるため片思いであることに満足している。
森下 紀子（もりした きこ）
アルバイト店員の一人。技術を要する旧式の手動シュリンカーを使いこなす。バイトながら、コミック売り場の実質的な責任者。杜三と緑をモデルにしたBL同人誌を発行していた。そのことをひどく叱責されるが、実は緑への恋心故であった。自分がいなければコミック売り場はやっていけないと慢心し就職活動をせず正社員に昇格してもらう気であったが望み通りにはいかず、そのことで一時は塞ぎこんだが考えを改めて前向きになり、就職し巣立っていった。
宮森 加寸志（みやもり かずし）
店長。47歳。店にはあまり顔を出さず、主にネット書店の業務を請け負っている。既婚者。沖縄の離島出身。あかりをミソガールと呼ぶ。
端山 亘（はやま わたる）
アルバイト6年目。あかりと共にサービスカウンターのスタッフに。仕事ができると評判が良い。基本的に本は読まない。
千葉（ちば）
店長と同期。入社以来25年間ずっと洋書コーナーを担当してきた。

### 名古屋支店
水原 夏王（みずはら なつおう）
名古屋支店の店長。社長の孫。見習いを3年務めただけで店長に抜擢され、自分のやることに自信が持てない。モデルは『星の王子さま』。
潮見 リカ（しおみ リカ）
名古屋支店の副店長。京都支店から異動してきた。緑より6歳年上で、仕事もできる。バイトのおばちゃん曰く、「仕事のできる女は、仕事のできる年下の男の言うことを聞かない」ため、店内は担当コーナーから従業員まで二分されている。従業員は圧倒的に潮見派が多数。「高慢と偏見」の大ファンで、ロマンス小説や少女小説が大好き。いい年した独身女がそんな本を好むなんて笑われると嗜好をひた隠しにしていたが、たまたま杜三に趣味を知られ、幅広いジャンルに目を通す彼と作品の話で盛り上がり、理解ある彼に惹かれていく。

## 書誌情報
- 磯谷友紀 『本屋の森のあかり』 講談社〈KC KISS〉、全12巻
  1. 2007年06月13日発売、ISBN 978-4-06-340653-5
  2. 2008年01月11日発売、ISBN 978-4-06-340685-6
  3. 2008年05月13日発売、ISBN 978-4-06-340702-0
  4. 2008年12月12日発売、ISBN 978-4-06-340731-0
  5. 2009年06月12日発売、ISBN 978-4-06-340756-3
  6. 2009年12月11日発売、ISBN 978-4-06-340779-2
  7. 2010年06月11日発売、ISBN 978-4-06-340805-8
  8. 2010年11月12日発売、ISBN 978-4-06-340823-2
  9. 2011年05月13日発売、ISBN 978-4-06-340843-0
  10. 2011年11月11日発売、ISBN 978-4-06-340860-7
  11. 2012年05月11日発売、ISBN 978-4-06-340877-5
  12. 2012年12月13日発売、ISBN 978-4-06-340894-2